# Goca R.I.P.
Ivan Godina (Zagreb, 14. kolovoza 1994.), poznatiji pod umjetničkim imenom Goca R.I.P., hrvatski je reper i pjevač.
Od 2013. godine dio je zagrebačke trap-skupine KUKU$ koju čini s Ivanom Hiljom (Hiljson Mandela) i Mislavom Kljenakom (Iso Miki).
U ožujku 2020. objavio je svoj debitantski singl "Zbog Tebe" u sklopu svog prvog solo albuma Besmrtni objavljenom istog mjeseca, uz gostovanje repera Yung Bude. 
2022. godine osnovao je pop-punk duo LUZERi s Dipsijem (pravog imena Dorian Brezak) iz također trap skupine BUNTAI, a u lipnju iste godine objavili su i prvi studijski album Ixevi i Nule.
U listopadu 2023. objavljuje svoj drugi samostalni projekt, EP Besmrtni 2, najavljen singlom "Vrati Se", uz gostovanja pjevačica Miach i Zsa Zse.

## Diskografija

### Albumi
Kao dio KUKU$-a
- Flexikon (2014.)
- BMK – BogateМladeКmice (2015.)
- О kuku$ima se ne raspravlja (2015.)
- GameChanger (ft. Shira Rodbina) (2015.)
- Drugo Koljeno (ft. Shira Rodbina) (2016.)
- Тriestri – Gram Тurizlo (2017.)
- Аnđeli i Bomboni (2018.)
- Glupi tejp (2019.)
- X (2023.)

Solo
- Besmrtni (2020.)
- Besmrtni 2 (2023.)

Kao dio dvojca LUZERi
- Ixevi i Nule (2022.)
- Ljubav je za Luzere (2024.)

### Singlovi
- "6 Popodne" (2015.)
- "Maradona" ft. Fox (2016.)
- "Neću Doć" ft. Elon (2019.)
- "Ispod Mosta" ft. Ružno Pače (2019.)
- "Zbog Tebe" (2020.)
- "Zora" ft. Gidra (2021.)
- "Mama" ft. Rap Ribery i Zembo Latifa (2021.)
- "Vrati Se" (2023.)
- "Životinja" ft. Bore Balboa (2024.)